# Suki Landaeta
Suki Landaeta Pellico (Caracas, Venezuela, el 27 de agosto) es una actriz, cantante, compositora y docente venezolana-española de amplia trayectoria artística.

## Carrera
Hija de Héctor José Landaeta de nacionalidad venezolana y María de los Ángeles Landaeta Pellico (Mariela) de nacionalidad argentina la cual también fue cantante y que lamentablemente falleció cuando Suki tenía 13 años. Suki es la hermana mayor de sus hermanas: Acuarela, Andrea, Abril y Tabata Landaeta.
 A los 15 años empezó su carrera artística, aunque escribía y componía desde niña. Profesionalmente empezó como bailarina, luego incorpora a sus performances la danza y el teatro, viajando dentro y fuera del país con estos shows musicales y teatrales. A los 17 años se le presentan nuevas y más grandes oportunidades teatrales y televisivas, por lo que empieza estudiar actuación, después de varias producciones comienza a dejar el baile y junto a su carrera actoral inicia su carrera musical, estudiando con grandes profesores como el maestro Gerry Weill, armonía y canto con Marisela Leal. Enamorada de sus dos profesiones, comienza a componer canciones y al entrar más adelante en la Escuela Contemporánea de la Voz y el Taller de Jazz Caracas aprende a tocar la guitarra y formaliza aún más los estudios musicales, allí es cuando a través de sus conocimientos armónicos y musicales logra desarrollar su proyecto como cantautora, componiendo música y letra de todos sus temas, siempre llevando a la par sus dos profesiones.
De allí su trayectoria en el mundo artístico ha sido amplia. Con su proyecto musical en el 2012 presentó su disco EP y el sencillo “Sorber”. Realizando durante todo el año, una gran gira de conciertos por la ciudad capital, concluyendo con varios conciertos acústicos en Madrid y Barcelona. España. En el 2014 lanzó su nuevo sencillo “Flor de Loto” y actualmente acaba de lanzar a la luz su próximo disco "Oceanica y cósmica"
Suki a lo largo de su carrera se ha destacado en grandes presentaciones teatrales, cinematográficas, televisivas y musicales. Protagonizó varios cortometrajes (componiendo el tema musical para varios de ellos). Ha trabajado en distintos largometrajes incluyendo un personaje principal en la exitosa película Azotes de barrio dirigida por Carlos Malavé y Jackson Gutiérrez, siendo hasta ahora la segunda película venezolana más vista del 2013 y recientemente en la próxima película de Fernando Venturini El Show de Willi donde además de actriz realizará toda la producción musical de la misma. Además, ha protagonizado varios videoclips y comerciales para cine y televisión, trabajó en numerosas obras de teatro y musicales donde se ha desenvuelto también en algunas como entrenador vocal, y como actriz y presentadora en diversos programas de televisión, como en la serie comedia Esto es lo que hay de RCTV Internacional (actriz), Venezuela en guataca (conductora), Yo estuve allí (conductora), entre otros.
La polifacética Suki además de componer temas para programas, micros, cine y performance, se ha desempeñado como locutora y caracterizadora en radio y televisión. Se destaca desde hace años como profesora de expresión corporal en la Escuela Contemporánea de la Voz e Interpretación en el Taller de Jazz Caracas. Como docente ha desarrollado a través de los años de estudios, investigación y experiencias, un interesante método que le ha dado grandes resultados, llamado “Liberación del cuerpo y su voz” donde profundiza en la búsqueda de lo orgánico, la verdad, la liberación, un sonido y expresión auténtica para lograr un pleno encuentro y expansión artística y escénica. 
Suki además ha sido invitada como cantante por reconocidos artistas, como por David Mazarri en la última gira de Ricky Martin en Venezuela y ha participado musicalmente con importantes fundaciones defendiendo la diversidad sexual y la no discriminación, los derechos humanos de la mujer, con el proyecto “Una nota, un juguete” llevando regalos en Navidad a niños sin recursos y recientemente con Amnistía Internacional.
Suki además fue fundadora y programadora artística de un nuevo espacio cultural llamado Café Art Concert del Taller de Jazz Caracas en Venezuela
Ahora radicada en  España junto a su carrera como actriz, acaba de lanzar su nueva producción discográfica " Oceánica y cósmica" y se mantiene en constante actividad con su proyecto musical con su nombre " Suki"  #SukiMusic  del cual compone toda su música y letras.

## Discografía
"Oceánica y cósmica" 2017

## Suki
- SukiMusic Ep (2012)

## Sencillo
- Flor de loto (2014)